# 比薩拉比亞都主教區
比薩拉比亞都主教區（羅馬尼亞語：Mitropolia Basarabiei），又稱比薩拉比亞正教會，是正教會一個自治的都主教区，位於摩尔多瓦，隸屬於羅馬尼亞正教會。比薩拉比亞正教會的管轄權包括摩尔多瓦共和國境內，與前蘇聯時期的摩爾多瓦與羅馬尼亞的正教僑民。 
1812年，比薩拉比亞被俄罗斯帝国吞併後，比薩拉比亞都主教區仍屬於羅馬尼亞正教會管轄。